# Vietnamgrönfink
Vietnamgrönfink (Chloris monguilloti) är en fågel i familjen finkar inom ordningen tättingar.

## Utbredning och systematik
Fågeln återfinns enbart i södra Vietnam (Langbianplatån). Den behandlas som monotypisk, det vill säga att den inte delas in i några underarter.

### Släktestillhörighet
Länge placerades grönfinkarna i släktet Carduelis, men genetiska studier har visat att detta är polyfyletiskt, där grönfinkarna endast är avlägset släkt med de övriga och står snarare närmare ökenfinken och finkarna i släktet Rhynchostruthus. Numera urskiljs grönfinkarna därför i det egna släktet Chloris.

## Status
Vietnamgrönfinken har ett litet utbredningsområde men är lokalt vanlig. Den ökar möjligen i antal till följd av avskogning, när områden med buskmarker och Pinus kesiya breder ut sig. IUCN kategoriserar arten som livskraftig.

## Namn
Fågelns vetenskapliga artnamn hedrar Maurice Antoine François Monguillot, generalguvernör över Franska Indokina 1919–1920, 1925 och 1928.